# Preta Gil
Preta María Gadelha Gil Moreira (Río de Janeiro, 8 de agosto de 1974 - Nueva York, 20 de julio de 2025), más conocida como Preta Gil, fue una cantante y actriz brasileña. Era hija de Gilberto Gil, músico y ex Ministro de Cultura de Brasil..

## Biografía
En 1974, el padre de Gil, el cantante Gilberto Gil, acudió a una oficina gubernamental para registrar el nombre de su hija siguiendo el nombre de su propia madre. A su llegada, el empleado le informó que no podía registrar Preta como nombre para su hija. Gilberto Gil empezó a protestar: "¿Por qué no? Están Branca (blanca), Clara (clara) y Rosa (rosa)... ¿por qué Preta (negra) no puede ser un nombre?". El secretario sólo estaría de acuerdo si el nombre Preta acompañara a un nombre católico. Así, Gilberto Gil tuvo que registrar a su hija bajo el nombre de Preta María.
Si bien Gil vivió inicialmente en Río de Janeiro, se mudó a Salvador cuando tenía un año. Poco después, su madre, Sandra, tuvo otra hija llamada María. Gil siempre creyó que la decisión de utilizar el nombre de María fue fruto de una falta de creatividad. Gil también tenía un hermano mayor, Pedro, que nació en Londres durante el exilio de su padre de Brasil. Gilberto Gil había abandonado Brasil junto con su amigo, el también cantante Caetano Veloso, porque gobernaba una dictadura militar.
La madre de Sandra también era madre de Andréa Gadelha, más conocida como Dedé, la esposa de Caetano Veloso. La madre de Sandra creía que sus dos hijas se casaron con locos. Tanto Gilberto Gil como Veloso fueron exiliados y se fueron a vivir a Londres, dejando a la abuela de Preta a cargo de criar a los niños. Siente una gran admiración por su abuela, quien se mantuvo firme en un momento caótico de la vida de su familia.
Desde pequeña, Gil ha tenido una imaginación muy viva. Tuvo un cachorro imaginario cuando tenía cinco años. Cuando su padre grabó un disco en Los Ángeles con Sérgio Mendes, la familia se mudó a California, donde vivieron durante ocho meses. La madre de Gil bromeó diciendo que el avión que los llevó a Los Ángeles era un barco de esclavos ya que ella y sus hijos eran negros. Los hermanos de Gil, María y Pedro, tenían el pelo rizado y Gil tiene el pelo liso; Veloso solía llamarla filipina.
Gil estuvo en Río de Janeiro en pleno apogeo de la década de 1980, cuando Bombando, Blitz, Paralamas, Barão Vermelho y Lulu Santos eran populares. La escena musical brasileña de los años 1980 era muy llamativa. Como hija de uno de los íconos de la música brasileña, Gil tuvo acceso detrás del escenario a la locura de esa escena musical. Gil dijo sobre estas experiencias: "Todo me volvió loco, me encantó este ambiente, me sentí cómodo. El escenario fue una cosa que me atrajo mucho".
Quería ser el personaje "Chacrete" del programa de televisión Chacrinha . Pasaba todos los sábados en el teatro Fénix o en el Jardín Botánico. El padre de Gil, su tío Veloso y su madrina Gal Costa se ubicaron en las listas musicales de esta época. Los tres acudirían a las grabaciones del programa Chacrinha . Gil siempre le rogaba a su madre que le pidiera a su padre, a su tío e incluso a su madrina que la dejaran asistir a la grabación del espectáculo. Un día le permitieron asistir. Cuando entró en el camerino de su tío Caetano y vio todos los trajes e instrumentos, pensó que era la versión masculina de Carmen Miranda. Cuando comenzó la grabación, ella observó cómo ocurría la "magia" desde una esquina. Amaba a Elke Maravilha, que era una figura constante en el programa. Ese era el ambiente de los años 80: efervescente, colorido y lleno de vida. Este fue el momento en el que decidió convertirse en cantante y actriz. Imitaría a su madrina, Gal Costa, y a otras cantantes y actrices reputadas y talentosas que amaba como Rita Lee y Elba Ramalho.
En marzo de 2020 contrajo COVID-19. Ella se declaró pansexual  y bisexual. Además de ser hija de Gilberto Gil, fue prima hermana del cantante y músico Moreno Veloso (hijo de Caetano Veloso) con su primera esposa Andrea Gadelha, y prima segunda de la actriz Patricia Pillar y cantante pop Luisa Possi. También estaba relacionada con la popular cantante de rock brasileña Marina Lima.
El 20 de julio de 2025, Preta falleció en la ciudad de Nueva York durante un tratamiento por un cáncer de intestino, la información fue divulgada por la oficina de prensa y la familia del cantante.